# Joseph Kallas
Joseph Kallas SMSP (* 24. September 1931 in Fakiha, Libanon) ist emeritierter melkitischer Erzbischof von Beirut und Jbeil.

## Kirchliche Laufbahn
Er empfing am 13. August 1958 die Priesterweihe für die Gemeinschaft der Weißen Väter, wechselte jedoch später zur melkitischen Ordensgemeinschaft Missionsgesellschaft des heiligen Paulus, deren Generalsuperior er von 1987 bis 1993 war. Am 15. Januar 2000 wurde er zum Erzbischof von Beirut und Jbeil ernannt. Die Bischofsweihe spendete ihm am 19. Februar 2000 Jean Mansour SMSP, Weihbischof im Melkitischen Patriarchat von Antiochien; Mitkonsekratoren waren André Haddad BS, Erzbischof von Zahlé und Furzol, und Jean Assaad Haddad, Erzbischof von Tyros. Zum 25. Mai 2010 trat er von seinem Bischofsamt zurück.

## Interreligiöser Dialog
Der Erzbischof fördert den interreligiösen Dialog zwischen dem Islam und den Christen, so nahm er an vielen Veranstaltungen teil. Hierzu gehörte auch die Teilnahme an der Veranstaltungsreihe „Menschen in Europa“, an der er 2004 zusammen mit Erzbischof Louis Sako (Erzbischof der Chaldäisch-katholische Kirche von Kirkuk, Irak), Bischof Antoine Audo SJ (Bischof der Chaldäisch-katholischen Kirche in Aleppo, Syrien) und dem Theologen Adel Theodor Khoury zum Thema „Frieden statt Bomben im Nahen Osten“ teilnahm.
Vom 10. Oktober bis zum 24. Oktober 2010 war er Teilnehmer der Sonderversammlung der Bischofssynode für den Nahen Osten und intervenierte zum Verständnis für die melkitisch griechisch-katholische Kirche. Grundsätzlich unterstrich er die schwere und historische Entwicklung in den Ostkirchen und deren apostolisches Verständnis im Sinne des Völkerapostels Paulus.
Unter der Leitung von Gregor III. Laham, dem Patriarchen von Antiochien und dem Ganzen Orient, von Alexandrien und von Jerusalem und gleichzeitig dem Kirchenoberhaupt der melkitischen Griechisch-Katholischen Kirche war er im Oktober 2006 Teilnehmer an der Synode der Melkitisch Griechisch-Katholischen Kirche.

## Mitkonsekrator
Erzbischof Kallas war Mitkonsekrator von Joseph Absi SMSP, Titularbischof von Tarsus dei Greco-Melkiti und Weihbischof in Antiochien, Georges Bacaouni, Erzbischof von Tyrus, Michel Abrass BA, Titularerzbischof von Myra dei Greco-Melkiti und Weihbischof in Antiochien, sowie Elie Bechara Haddad BS, Erzbischof von Sidon.